# Lijst van gemeentelijke monumenten in Neder-Betuwe
De gemeente Neder-Betuwe heeft 148 gemeentelijke monumenten. Hieronder een overzicht. 

## Dodewaard
De plaats Dodewaard kent 37 gemeentelijke monumenten:
| Object                                 | Bouwjaar   | Architect       | Locatie                | Coördinaten                   | Nr.        | Afbeelding                             |
| -------------------------------------- | ---------- | --------------- | ---------------------- | ----------------------------- | ---------- | -------------------------------------- |
| Boelenham                              |            |                 | Boelenhamsestraat 1    | 51° 55' 25" NB, 5° 40' 17" OL | 1740/WN001 | Boelenham                              |
| Woonhuis                               | 1910-1930  |                 | Dalwagen 3             | 51° 54' 33" NB, 5° 39' 21" OL | 1740/WN002 | Woonhuis                               |
| Woonhuis met praktijkruimte/theekoepel | 1910-1930  |                 | Dalwagen 4             | 51° 54' 31" NB, 5° 39' 24" OL | 1740/WN003 | Woonhuis met praktijkruimte/theekoepel |
| T-boerderij                            | 1890       |                 | Groenestraat 9         | 51° 54' 16" NB, 5° 41' 49" OL | 1740/WN004 | T-boerderij                            |
| Boerderij                              | 1907       |                 | Groenestraat 32        | 51° 54' 14" NB, 5° 42' 3" OL  | 1740/WN005 | Boerderij                              |
| Dubbel woonhuis                        | 1945-1950  |                 | Hoge Hofstraat 1-3     | 51° 54' 34" NB, 5° 39' 14" OL | 1740/WN006 | Dubbel woonhuis                        |
| Boerderij De Horst                     | XIXc       |                 | Horstweg 2             | 51° 54' 2" NB, 5° 42' 7" OL   | 1740/WN007 | Boerderij De Horst                     |
| Woonhuis Buitenlust                    | 1893       |                 | Kalkestraat 1          | 51° 54' 31" NB, 5° 39' 20" OL | 1740/WN008 | Woonhuis Buitenlust                    |
| Dubbel woonhuis                        | 1945-1950  |                 | Kalkestraat 15-17      | 51° 54' 34" NB, 5° 39' 13" OL | 1740/WN009 | Dubbel woonhuis                        |
| Vroeg naoorlogse woning                | 1945-1950  |                 | Kalkestraat 19         | 51° 54' 35" NB, 5° 39' 11" OL | 1740/WN010 | Vroeg naoorlogse woning                |
| Vroeg naoorlogse woning                | 1945-1950  |                 | Kalkestraat 21         | 51° 54' 35" NB, 5° 39' 10" OL | 1740/WN011 | Vroeg naoorlogse woning                |
| Vroeg naoorlogse woning                | 1945-1950  |                 | Kalkestraat 23         | 51° 54' 35" NB, 5° 39' 9" OL  | 1740/WN012 | Vroeg naoorlogse woning                |
| Vroeg naoorlogse woning                | 1945-1950  |                 | Kalkestraat 25         | 51° 54' 35" NB, 5° 39' 9" OL  | 1740/WN013 | Vroeg naoorlogse woning                |
| Boerderij Het Zaailand                 | 1781       |                 | Kalkestraat 52         | 51° 54' 16" NB, 5° 37' 49" OL | 1740/WN014 | Boerderij Het Zaailand                 |
| Boerderij Groene Woud                  | 1880       |                 | Kerkstraat 1           | 51° 54' 33" NB, 5° 39' 53" OL | 1740/WN015 | Boerderij Groene Woud                  |
| Woonhuis                               | 1920-1935  |                 | Kerkstraat 33          | 51° 54' 57" NB, 5° 40' 1" OL  | 1740/WN016 | Woonhuis                               |
| Woonhuis                               | 1920-1935  |                 | Kerkstraat 37          | 51° 54' 58" NB, 5° 40' 1" OL  | 1740/WN017 | Woonhuis                               |
| Herenhuis in Eclecticisme stijl        | 1834       |                 | Kerkstraat 69          | 51° 55' 12" NB, 5° 40' 7" OL  | 1740/WN018 | Herenhuis in Eclecticisme stijl        |
| Seinwachterhuisje                      | 1934       |                 | Kerkstraat 75          | 51° 55' 21" NB, 5° 40' 15" OL | 1740/WN019 | Seinwachterhuisje                      |
| Boerderij                              | 1900       |                 | Molenhofstraat 13      | 51° 54' 26" NB, 5° 41' 30" OL | 1740/WN020 | Boerderij                              |
| Boerderij De Molenhof                  | 1750-1850  |                 | Molenhofstraat 16      | 51° 54' 8" NB, 5° 41' 12" OL  | 1740/WN021 | Boerderij De Molenhof                  |
| Woonhuis Ouwe Pos                      | 1850       |                 | Pluimenburgsestraat 8  | 51° 54' 31" NB, 5° 39' 33" OL | 1740/WN022 | Woonhuis Ouwe Pos                      |
|                                        |            |                 | Pluimenburgsestraat 16 | 51° 54' 30" NB, 5° 39' 36" OL | 1740/WN023 |                                        |
| Voormalig Gemeentehuis                 | circa 1900 | Haas de, Willem | Pluimenburgsestraat 19 | 51° 54' 35" NB, 5° 39' 31" OL | 1740/WN024 | Voormalig Gemeentehuis                 |
| Schuur bij Waalbandijk 72              | 1800       |                 | Waalbandijk 72         | 51° 54' 27" NB, 5° 39' 20" OL | 1740/WN025 | Upload foto                            |
| Boerderij                              | 1800       |                 | Waalbandijk 72-72a     | 51° 54' 27" NB, 5° 39' 21" OL | 1740/WN026 | Boerderij                              |
| Helft van boerderij                    | XIXc       |                 | Waalbandijk 75         | 51° 54' 28" NB, 5° 39' 29" OL | 1740/WN027 | Helft van boerderij                    |
| Helft van boerderij                    |            |                 | Waalbandijk 76         | 51° 54' 29" NB, 5° 39' 29" OL | 1740/WN028 | Helft van boerderij                    |
| Dijkmagazijn De Noodschuur             | 1868       |                 | Waalbandijk 82         | 51° 54' 28" NB, 5° 39' 41" OL | 1740/WN029 | Dijkmagazijn De Noodschuur             |
| Woonschuur achter de Distelkamp        |            |                 | Welysestraat 19c       | 51° 54' 36" NB, 5° 41' 8" OL  | 1740/WN030 | Woonschuur achter de Distelkamp        |
| Voormalig boerderij Distelkamp         | 1850       |                 | Welysestraat 21        | 51° 54' 34" NB, 5° 41' 9" OL  | 1740/WN031 | Voormalig boerderij Distelkamp         |
| Voormalig koetshuis bij de Distelkamp  |            |                 | Welysestraat 21        | 51° 54' 35" NB, 5° 41' 10" OL | 1740/WN032 | Voormalig koetshuis bij de Distelkamp  |
| Boerderij Zelden Rust                  | 1846       |                 | Welysestraat 27        | 51° 54' 32" NB, 5° 41' 40" OL | 1740/WN033 | Boerderij Zelden Rust                  |
| Vroeg naoorlogse woning                | 1945-1950  |                 | Zelkweg 1              | 51° 54' 34" NB, 5° 39' 8" OL  | 1740/WN034 | Vroeg naoorlogse woning                |
| Vroeg naoorlogse woning                | 1945-1950  |                 | Zelkweg 3              | 51° 54' 34" NB, 5° 39' 8" OL  | 1740/WN035 | Vroeg naoorlogse woning                |
| Vroeg naoorlogse woning                | 1945-1950  |                 | Zelkweg 5              | 51° 54' 33" NB, 5° 39' 8" OL  | 1740/WN036 | Vroeg naoorlogse woning                |
| Vroeg naoorlogse woning                | 1945-1950  |                 | Zelkweg 7              | 51° 54' 33" NB, 5° 39' 8" OL  | 1740/WN037 | Vroeg naoorlogse woning                |

## Echteld
De plaats Echteld kent 26 gemeentelijke monumenten:
| Object                                                                            | Bouwjaar        | Architect | Locatie               | Coördinaten                   | Nr.        | Afbeelding                                                                        |
| --------------------------------------------------------------------------------- | --------------- | --------- | --------------------- | ----------------------------- | ---------- | --------------------------------------------------------------------------------- |
| Woonhuis                                                                          | circa 1880      |           | Achterstraat 25       | 51° 54' 34" NB, 5° 29' 46" OL | 1740/WN038 | Woonhuis                                                                          |
| Boerderij De Hoofakkers                                                           | circa 1870      |           | Achterstraat 33       | 51° 54' 35" NB, 5° 29' 41" OL | 1740/WN039 | Boerderij De Hoofakkers                                                           |
| Woonhuis/boerderij                                                                | circa 1860      |           | Bredesteeg 37         | 51° 55' 22" NB, 5° 27' 36" OL | 1740/WN042 | Woonhuis/boerderij                                                                |
| T-boerderij                                                                       | circa 1860      |           | Broekdijksestraat 1   | 51° 54' 53" NB, 5° 28' 42" OL | 1740/WN043 | T-boerderij                                                                       |
| Boerderij De Vaalt                                                                | circa 1860      |           | Medelsestraat 3-3a    | 51° 54' 48" NB, 5° 28' 56" OL | 1740/WN044 | Boerderij De Vaalt                                                                |
| Boerderij                                                                         | circa 1880      |           | Medelsestraat 4       | 51° 54' 47" NB, 5° 28' 31" OL | 1740/WN045 | Boerderij                                                                         |
| Boerderij                                                                         | circa 1870-1880 |           | Medensteinsestraat 24 | 51° 54' 9" NB, 5° 29' 6" OL   | 1740/WN047 | Boerderij                                                                         |
| Boerderij                                                                         | circa 1860      |           | Meersteeg 2           | 51° 55' 11" NB, 5° 29' 46" OL | 1740/WN048 | Meer afbeeldingen                                                                 |
| Woonhuis met bedrijfsruimte                                                       | circa 1920      |           | Ooisestraat 9         | 51° 54' 6" NB, 5° 29' 35" OL  | 1740/WN049 | Woonhuis met bedrijfsruimte                                                       |
| Erf met woonhuis en bijschuur                                                     | circa 1910-1915 |           | Ooisestraat 11        | 51° 54' 6" NB, 5° 29' 34" OL  | 1740/WN050 | Erf met woonhuis en bijschuur                                                     |
| Boerderij                                                                         | 1846            |           | Remkettingweg 15      | 51° 54' 4" NB, 5° 28' 39" OL  | 1740/WN051 | Boerderij                                                                         |
| Boerderij                                                                         |                 |           | Remkettingweg 21      | 51° 54' 1" NB, 5° 28' 26" OL  | 1740/WN052 | Boerderij                                                                         |
| Boerderij Veldzicht                                                               | circa 1910      |           | Stationsweg 2         | 51° 54' 45" NB, 5° 30' 27" OL | 1740/WN053 | Boerderij Veldzicht                                                               |
| Station, woonhuis in Chaletstijl elementen stijl                                  | circa 1881      |           | Stationsweg 3         | 51° 54' 46" NB, 5° 30' 2" OL  | 1740/WN054 | Meer afbeeldingen                                                                 |
| Woonhuismet timmerwerkplaats                                                      | circa 1920      |           | Stationsweg 19-21     | 51° 54' 48" NB, 5° 30' 17" OL | 1740/WN055 | Woonhuismet timmerwerkplaats                                                      |
| (voormalige) pastorie                                                             | circa 1860      |           | Voorstraat 1-3        | 51° 54' 34" NB, 5° 29' 55" OL | 1740/WN056 | (voormalige) pastorie                                                             |
| Woonhuis met voormalige dorpswinkel                                               | 1739            |           | Voorstraat 12         | 51° 54' 35" NB, 5° 29' 55" OL | 1740/WN057 | Woonhuis met voormalige dorpswinkel                                               |
| Boerderij                                                                         | 1836            |           | Voorstraat 16         | 51° 54' 36" NB, 5° 29' 53" OL | 1740/WN058 | Boerderij                                                                         |
| Boerderij                                                                         | circa 1880      |           | Voorstraat 17         | 51° 54' 35" NB, 5° 29' 52" OL | 1740/WN059 | Boerderij                                                                         |
| Woonhuis met garage in Cottagestijl elementen; Amsterdamse School elementen stijl | circa 1924      |           | Voorstraat 49         | 51° 54' 44" NB, 5° 29' 40" OL | 1740/WN060 | Woonhuis met garage in Cottagestijl elementen; Amsterdamse School elementen stijl |
| Boerderij/woonhuis Ruimzicht                                                      | circa 1870      |           | Voorstraat 51         | 51° 54' 48" NB, 5° 29' 32" OL | 1740/WN061 | Boerderij/woonhuis Ruimzicht                                                      |
| Boerderij                                                                         | 1948            |           | Waalbandijk 4         | 51° 54' 2" NB, 5° 30' 16" OL  | 1740/WN062 | Boerderij                                                                         |
| Boerderij Den IJver                                                               | 1890            |           | Waalbandijk 68        | 51° 54' 2" NB, 5° 28' 29" OL  | 1740/WN064 | Meer afbeeldingen                                                                 |
| Boerderij De Biezenburg                                                           | circa 1850      |           | Waalbandijk 82        | 51° 53' 56" NB, 5° 28' 3" OL  | 1740/WN065 | Boerderij De Biezenburg                                                           |
| Boerderij De Heul                                                                 | circa 1860      |           | Wijenburgsestraat 7   | 51° 54' 26" NB, 5° 30' 24" OL | 1740/WN066 | Boerderij De Heul                                                                 |

## IJzendoorn
De plaats IJzendoorn kent 12 gemeentelijke monumenten:
| Object                                                  | Bouwjaar   | Architect | Locatie           | Coördinaten                   | Nr.        | Afbeelding                                              |
| ------------------------------------------------------- | ---------- | --------- | ----------------- | ----------------------------- | ---------- | ------------------------------------------------------- |
| Pastorie                                                | XIXd       |           | Dorpsstraat 28    | 51° 54' 21" NB, 5° 31' 54" OL | 1740/WN067 | Pastorie                                                |
| Boerderij                                               | circa 1910 |           | Dorpsstraat 38    | 51° 54' 22" NB, 5° 31' 60" OL | 1740/WN068 | Boerderij                                               |
| Boerderij                                               | XIXd       |           | Keizerstraat 6    | 51° 54' 22" NB, 5° 31' 31" OL | 1740/WN069 | Boerderij                                               |
| Boerderij Het Hof                                       | 1870-1880  |           | Keizerstraat 17   | 51° 54' 32" NB, 5° 31' 44" OL | 1740/WN070 | Boerderij Het Hof                                       |
| Erf met woonhuis, schuur, ijzeren hek                   | XXa        |           | Keizerstraat 21   | 51° 54' 29" NB, 5° 32' 14" OL | 1740/WN071 | Erf met woonhuis, schuur, ijzeren hek                   |
| Boerderij Keizershove in Neoclassicisme elementen stijl | circa 1900 |           | Keizerstraat 74   | 51° 54' 30" NB, 5° 32' 23" OL | 1740/WN072 | Boerderij Keizershove in Neoclassicisme elementen stijl |
| Woonhuis Huize Oosterveld                               | XIXB       |           | Molenstraat 1     | 51° 54' 45" NB, 5° 32' 21" OL | 1740/WN073 | Woonhuis Huize Oosterveld                               |
| Woonhuis/boerderij Groeneveld                           | circa 1900 |           | Molenstraat 6     | 51° 54' 48" NB, 5° 32' 24" OL | 1740/WN074 | Woonhuis/boerderij Groeneveld                           |
| Woonhuis                                                | circa 1910 |           | Molenstraat 10    | 51° 54' 47" NB, 5° 32' 13" OL | 1740/WN075 | Woonhuis                                                |
| Aanbouw bij woonhuis                                    |            |           | Molenstraat 10    | 51° 54' 47" NB, 5° 32' 12" OL | 1740/WN076 | Aanbouw bij woonhuis                                    |
| Boerderij                                               | circa 1900 |           | Oudesteeg 1       | 51° 54' 31" NB, 5° 32' 9" OL  | 1740/WN077 | Boerderij                                               |
| Boerderij/woonhuis                                      |            |           | Pottumsestraat 11 | 51° 54' 57" NB, 5° 32' 46" OL | 1740/WN078 | Boerderij/woonhuis                                      |

## Kesteren
De plaats Kesteren kent 35 gemeentelijke monumenten:
| Object                                            | Bouwjaar   | Architect | Locatie                  | Coördinaten                   | Nr.        | Afbeelding                                        |
| ------------------------------------------------- | ---------- | --------- | ------------------------ | ----------------------------- | ---------- | ------------------------------------------------- |
| Woonhuis                                          | 1860       |           | Achterdorp 3             | 51° 56' 12" NB, 5° 34' 18" OL | 1740/WN079 | Woonhuis                                          |
| Boerderij                                         | circa 1900 |           | Ambtseweg 2              | 51° 56' 51" NB, 5° 35' 15" OL | 1740/WN080 | Boerderij                                         |
| Boerderij                                         | 1883       |           | Boveneindsestraat 5      | 51° 56' 9" NB, 5° 34' 43" OL  | 1740/WN081 | Boerderij                                         |
| Boerderij                                         | 1883       |           | Boveneindsestraat 7      | 51° 56' 9" NB, 5° 34' 43" OL  | 1740/WN082 | Boerderij                                         |
| Boerderij                                         |            |           | Boveneindsestraat 14     | 51° 56' 7" NB, 5° 34' 44" OL  | 1740/WN083 | Boerderij                                         |
| Boerderij De Hucht                                | 1861       |           | Boveneindsestraat 18-18a | 51° 56' 9" NB, 5° 34' 48" OL  | 1740/WN084 | Boerderij De Hucht                                |
| Woonschuur bij De Hucht                           |            |           | Boveneindsestraat 18b    | 51° 56' 9" NB, 5° 34' 49" OL  | 1740/WN085 | Woonschuur bij De Hucht                           |
| Boerderij De Hazenhof                             | 1906       |           | Boveneindsestraat 20     | 51° 56' 13" NB, 5° 34' 54" OL | 1740/WN086 | Boerderij De Hazenhof                             |
| Boerderij                                         | 1905       |           | Boveneindsestraat 22     | 51° 56' 16" NB, 5° 35' 2" OL  | 1740/WN087 | Boerderij                                         |
| De Oude Park                                      | 1804       |           | Boveneindsestraat 25     | 51° 56' 26" NB, 5° 35' 18" OL | 1740/WN088 | De Oude Park                                      |
| Schuur bij De Oude Park                           |            |           | Boveneindsestraat 27     | 51° 56' 26" NB, 5° 35' 19" OL | 1740/WN089 | Schuur bij De Oude Park                           |
| Villa De Maat                                     | circa 1870 |           | Dorpsplein 3             | 51° 56' 9" NB, 5° 34' 21" OL  | 1740/WN090 | Villa De Maat                                     |
| T-boerderij                                       | XIXB       |           | Dorpsplein 4             | 51° 56' 11" NB, 5° 34' 24" OL | 1740/WN091 | T-boerderij                                       |
| Ambtshuis                                         | XIX        |           | Dorpsplein 6             | 51° 56' 10" NB, 5° 34' 22" OL | 1740/WN092 | Ambtshuis                                         |
| Boerderij en vloedschuur en hooiberg De Ouden Dam | 1830       |           | Hoge Dijkseweg 19        | 51° 56' 11" NB, 5° 32' 46" OL | 1740/WN093 | Boerderij en vloedschuur en hooiberg De Ouden Dam |
| Landhuis Welgelegen                               | XIXd       |           | Hoofdstraat 97           | 51° 55' 44" NB, 5° 34' 29" OL | 1740/WN094 | Landhuis Welgelegen                               |
| Woonhuis                                          | 1925       |           | Kerkdwarsstraat 5        | 51° 56' 0" NB, 5° 34' 19" OL  | 1740/WN095 | Woonhuis                                          |
| Villa                                             | XXa        |           | Nedereindsestraat 31     | 51° 55' 54" NB, 5° 33' 49" OL | 1740/WN096 | Villa                                             |
| Villa Leuvenstein                                 | XIXB       |           | Nedereindsestraat 32-32a | 51° 55' 58" NB, 5° 34' 1" OL  | 1740/WN097 | Villa Leuvenstein                                 |
| Boerderij                                         | 1849       |           | Nedereindsestraat 39     | 51° 55' 52" NB, 5° 33' 15" OL | 1740/WN098 | Boerderij                                         |
| Boerderij                                         | XIXB       |           | Ommestraat 3             | 51° 55' 37" NB, 5° 34' 27" OL | 1740/WN099 | Boerderij                                         |
| De Kampen                                         |            |           | Oude Broekdijk 7         | 51° 55' 29" NB, 5° 34' 4" OL  | 1740/WN100 | De Kampen                                         |
| Boerderij De Kampen                               | circa 1900 |           | Oude Broekdijk 9         | 51° 55' 28" NB, 5° 33' 51" OL | 1740/WN101 | Boerderij De Kampen                               |
| Boerderij De Park                                 | XIXB       |           | Rijnbandijk 149          | 51° 56' 26" NB, 5° 35' 45" OL | 1740/WN102 | Boerderij De Park                                 |
| Boerderij                                         | 1850       |           | Rijnbandijk 157          | 51° 56' 19" NB, 5° 34' 59" OL | 1740/WN103 | Boerderij                                         |
| Boerderij                                         |            |           | Rijnbandijk 157a         | 51° 56' 19" NB, 5° 34' 58" OL | 1740/WN104 | Boerderij                                         |
| Dienstwoning                                      | 1649       |           | Rijnbandijk 159          | 51° 56' 20" NB, 5° 34' 54" OL | 1740/WN105 | Dienstwoning                                      |
| Boerderij De Waai                                 | XIXB       |           | Rijnbandijk 161          | 51° 56' 16" NB, 5° 34' 49" OL | 1740/WN106 | Boerderij De Waai                                 |
| Boerderij                                         | circa 1900 |           | Rijnbandijk 167          | 51° 56' 14" NB, 5° 34' 43" OL | 1740/WN107 | Boerderij                                         |
| Boerderij                                         | circa 1900 |           | Rijnbandijk 169          | 51° 56' 12" NB, 5° 34' 42" OL | 1740/WN108 | Boerderij                                         |
| Boerderij                                         | 1850       |           | Rijnbandijk 187          | 51° 56' 6" NB, 5° 34' 23" OL  | 1740/WN109 | Boerderij                                         |
| Dorpsgezicht Boveneindsestraat                    |            |           | Rijnbandijk ong.         | 51° 56' 27" NB, 5° 35' 25" OL | 1740/WN110 | Dorpsgezicht Boveneindsestraat                    |
| Woonhuis De Schenkhof                             | 1816       |           | Stationsstraat 14        | 51° 56' 4" NB, 5° 34' 34" OL  | 1740/WN111 | Woonhuis De Schenkhof                             |
| Groot dubbel Transformatorhuis type G4R           | 1920-1930  |           | Stationsstraat 15        | 51° 56' 6" NB, 5° 34' 36" OL  | 1740/WN112 | Meer afbeeldingen                                 |
| Woonhuis Schenkhof                                | circa 1900 |           | Stationsstraat 16        | 51° 56' 4" NB, 5° 34' 36" OL  | 1740/WN113 | Woonhuis Schenkhof                                |

## Ochten
De plaats Ochten kent 7 gemeentelijke monumenten:
| Object                 | Bouwjaar   | Architect | Locatie                         | Coördinaten                   | Nr.        | Afbeelding             |
| ---------------------- | ---------- | --------- | ------------------------------- | ----------------------------- | ---------- | ---------------------- |
| Woonhuis               | XIXB       |           | Burgemeester H Houtkoperlaan 13 | 51° 54' 42" NB, 5° 34' 4" OL  | 1740/WN114 | Woonhuis               |
| Woonhuis               |            |           | Heuningstraat 4                 | 51° 54' 36" NB, 5° 33' 44" OL | 1740/WN115 | Woonhuis               |
| Woonhuis Sonnevanck    | circa 1927 |           | Heuningstraat 6                 | 51° 54' 36" NB, 5° 33' 43" OL | 1740/WN116 | Woonhuis Sonnevanck    |
| Boerderij De Luitekamp | circa 1870 |           | Heuningstraat 11                | 51° 54' 38" NB, 5° 33' 32" OL | 1740/WN117 | Boerderij De Luitekamp |
|                        |            |           | Klinkerstraat (Eldik) 1         | 51° 54' 51" NB, 5° 35' 32" OL | 1740/WN118 |                        |
| Woonhuis t Kuiltje     | XIXd       |           | Waalbandijk 17                  | 51° 54' 18" NB, 5° 33' 1" OL  | 1740/WN119 | Woonhuis t Kuiltje     |
| Boerderij              |            |           | Waalbandijk 21                  | 51° 54' 20" NB, 5° 33' 9" OL  | 1740/WN120 | Boerderij              |

## Opheusden
De plaats Opheusden kent 31 gemeentelijke monumenten:
| Object                        | Bouwjaar   | Architect | Locatie           | Coördinaten                   | Nr.        | Afbeelding                    |
| ----------------------------- | ---------- | --------- | ----------------- | ----------------------------- | ---------- | ----------------------------- |
| Woonhuis Wittenburg           | 1815       |           | Dorpsstraat 17    | 51° 56' 7" NB, 5° 37' 41" OL  | 1740/WN121 | Woonhuis Wittenburg           |
| Woonhuis                      | 1911       |           | Hamsestraat 3     | 51° 55' 59" NB, 5° 37' 38" OL | 1740/WN122 | Woonhuis                      |
| Boerderij                     | circa 1900 |           | Hamsestraat 64    | 51° 55' 57" NB, 5° 37' 14" OL | 1740/WN123 | Boerderij                     |
| Notarishuis                   | XIXB       |           | Lindelaan 2       | 51° 56' 4" NB, 5° 37' 44" OL  | 1740/WN124 | Notarishuis                   |
| Vroeg naoorlogse woning       | 1945-1950  |           | Meidoornstraat 2a | 51° 56' 3" NB, 5° 38' 7" OL   | 1740/WN125 | Vroeg naoorlogse woning       |
| Vroeg naoorlogse woning       | 1945-1950  |           | Meidoornstraat 4  | 51° 56' 4" NB, 5° 38' 7" OL   | 1740/WN126 | Vroeg naoorlogse woning       |
| Vroeg naoorlogse woning       | 1945-1950  |           | Meidoornstraat 6  | 51° 56' 4" NB, 5° 38' 7" OL   | 1740/WN127 | Vroeg naoorlogse woning       |
| Vroeg naoorlogse woning       | 1945-1950  |           | Meidoornstraat 8  | 51° 56' 4" NB, 5° 38' 7" OL   | 1740/WN128 | Vroeg naoorlogse woning       |
| Vroeg naoorlogse woning       | 1945-1950  |           | Meidoornstraat 9  | 51° 56' 3" NB, 5° 38' 6" OL   | 1740/WN129 | Vroeg naoorlogse woning       |
| Vroeg naoorlogse woning       | 1945-1950  |           | Meidoornstraat 10 | 51° 56' 5" NB, 5° 38' 7" OL   | 1740/WN130 | Vroeg naoorlogse woning       |
| Vroeg naoorlogse woning       | 1945-1950  |           | Meidoornstraat 11 | 51° 56' 4" NB, 5° 38' 6" OL   | 1740/WN131 | Vroeg naoorlogse woning       |
| Vroeg naoorlogse woning       | 1945-1950  |           | Meidoornstraat 12 | 51° 56' 5" NB, 5° 38' 7" OL   | 1740/WN132 | Vroeg naoorlogse woning       |
| Vroeg naoorlogse woning       | 1945-1950  |           | Meidoornstraat 13 | 51° 56' 4" NB, 5° 38' 6" OL   | 1740/WN133 | Vroeg naoorlogse woning       |
| Vroeg naoorlogse woning       | 1945-1950  |           | Meidoornstraat 14 | 51° 56' 5" NB, 5° 38' 7" OL   | 1740/WN134 | Vroeg naoorlogse woning       |
| Vroeg naoorlogse woning       | 1945-1950  |           | Meidoornstraat 15 | 51° 56' 4" NB, 5° 38' 6" OL   | 1740/WN135 | Vroeg naoorlogse woning       |
| Vroeg naoorlogse woning       | 1945-1950  |           | Meidoornstraat 16 | 51° 56' 6" NB, 5° 38' 7" OL   | 1740/WN136 | Vroeg naoorlogse woning       |
| Vroeg naoorlogse woning       | 1945-1950  |           | Meidoornstraat 17 | 51° 56' 5" NB, 5° 38' 6" OL   | 1740/WN137 | Vroeg naoorlogse woning       |
| Vroeg naoorlogse woning       | 1945-1950  |           | Meidoornstraat 19 | 51° 56' 5" NB, 5° 38' 6" OL   | 1740/WN138 | Vroeg naoorlogse woning       |
| Boerderij                     | 1870       |           | Rijnbandijk 9     | 51° 56' 10" NB, 5° 38' 16" OL | 1740/WN139 | Boerderij                     |
| Boerderij                     | 1840       |           | Rijnbandijk 11    | 51° 56' 9" NB, 5° 37' 58" OL  | 1740/WN140 | Boerderij                     |
| Boerderij                     | XIX        |           | Rijnbandijk 33    | 51° 56' 9" NB, 5° 37' 52" OL  | 1740/WN141 | Boerderij                     |
| Boerderij                     | 1875       |           | Rijnbandijk 57    | 51° 56' 8" NB, 5° 37' 26" OL  | 1740/WN142 | Boerderij                     |
| Boerderij                     | circa 1800 |           | Rijnbandijk 61    | 51° 56' 9" NB, 5° 37' 19" OL  | 1740/WN143 | Boerderij                     |
| Schuur bij woning op nr 59/61 |            |           | Rijnbandijk 61    | 51° 56' 8" NB, 5° 37' 20" OL  | 1740/WN144 | Schuur bij woning op nr 59/61 |
| Boerderij                     | XIXB       |           | Rijnbandijk 69    | 51° 56' 9" NB, 5° 37' 13" OL  | 1740/WN145 | Boerderij                     |
| Boerderij De Jegershof        | XIXB       |           | Rijnbandijk 71-73 | 51° 56' 9" NB, 5° 37' 8" OL   | 1740/WN146 | Boerderij De Jegershof        |
| Boerderij                     | 1886       |           | Rijnbandijk 107   | 51° 56' 17" NB, 5° 36' 50" OL | 1740/WN147 | Boerderij                     |
| Boerderij                     | XIXB       |           | Tielsestraat 68   | 51° 56' 9" NB, 5° 36' 29" OL  | 1740/WN148 | Boerderij                     |
| Boerderij                     | 1867       |           | Tielsestraat 70   | 51° 56' 9" NB, 5° 36' 28" OL  | 1740/WN149 | Boerderij                     |
| Boerderij Den Torenburg       | 1856       |           | Tielsestraat 73   | 51° 56' 9" NB, 5° 36' 43" OL  | 1740/WN150 | Boerderij Den Torenburg       |
| Boerderij                     | 1850       |           | Tielsestraat 75   | 51° 56' 8" NB, 5° 36' 38" OL  | 1740/WN151 | Boerderij                     |

Aalten · 
Apeldoorn · 
Arnhem · 
Barneveld · 
Berkelland · 
Beuningen · 
Bronckhorst · 
Brummen · 
Buren · 
Culemborg · 
Doesburg · 
Doetinchem · 
Druten · 
Duiven · 
Ede · 
Elburg · 
Epe · 
Ermelo · 
Groesbeek · 
Harderwijk · 
Hattem · 
Heerde · 
Heumen · 
Lingewaard · 
Lochem · 
Maasdriel · 
Montferland · 
Neder-Betuwe · 
Nijkerk · 
Nijmegen · 
Nunspeet · 
Oldebroek · 
Oost Gelre · 
Oude IJsselstreek · 
Overbetuwe · 
Putten · 
Renkum · 
Rheden · 
Rozendaal · 
Scherpenzeel · 
Tiel · 
Ubbergen · 
Voorst · 
Wageningen · 
West Betuwe · 
West Maas en Waal · 
Westervoort · 
Wijchen · 
Winterswijk · 
Zaltbommel · 
Zevenaar · 
Zutphen